# Anna Lišková
Anna Gielingerová-Lišková (16. prosince 1881 Bratronice – 1. března 1941) byla česká porodní asistentka, předsedkyně Ústřední jednoty porodních asistentek a první předsedkyně Mezinárodní unie porodních asistentek.

## Profesní život
Od roku 1917 byla předsedkyní Ústřední jednoty porodních asistentek.
V roce 1924 byla školní babičkou v Zemské porodnici u Apolináře.
Od roku 1925 byla mezinárodním kongresem jmenována předsedkyní Mezinárodní unie porodních asistentek.

## Rodinný život
Hanna Gielingerová-Lišková se narodila jako Anna Vodičková v Bratronicích č. 11 (tehdejší hejmanství Blatná) jako nemanželská dcera Marie Vodičkové, dcery Josefa Vodičky, nádeníka z Bratronic, a jeho ženy Josefy Klugnerové z Jindřichovic. V době narození malé Anny byli její prarodiče již po smrti.
Před svatbou žila v Praze na Vinohradech č.p. 343. Zde se ve svých 23 letech 28. února 1905 vdala za Josefa Gielingera (Kirlingera), se kterým se rozvedla 20. října 1920. Během života s Josefem žila na Žižkově a Karlíně, kde asistovala u porodů. Z jejího prvního manželství je zatím znám pouze jeden mužský potomek, který se narodil mrtvý 19. července 1909.
Po rozvodu vystoupila z katolické církve a tak její další sňatek byl civilní. 10. září 1921 si vzala o 2 roky mladšího strojvůdce Maxmiliana Lišku z Ptenína. V té době bydlela na Palackého 464 v Karlíně. Ve 20. letech si osvojili Anninu neteř Růženu Klasovou, která se provdala za Františka Fialu.